# Aguieiras
Aguieiras ist eine Ortschaft und Gemeinde im Norden Portugals.

## Geschichte
Funde belegen eine vorgeschichtliche Besiedlung, insbesondere Felsmalereien aus dem 4. bis 2. Jahrtausend v. Chr.
Der heutige Ort entstand vermutlich im Verlauf der Neubesiedlungen nach der mittelalterlichen Reconquista. Eine eigene Gemeinde ist Aguieiras mindestens seit 1607.
In den Registern von 1758 wird Aguieiras als Gemeinde des Kreises Monforte de Rio Livre (heute ein verlassener Ort in der Gemeinde Águas Frias (Chaves)) mit 120 Haushalten geführt.
Seit den Verwaltungsreformen nach der Liberalen Revolution 1821 und dem folgenden Miguelistenkrieg ist Aguieiras eine Gemeinde des Kreises Mirandela.

## Sehenswürdigkeiten
Neben der Natur, die über Wanderwege der Kreisverwaltung Mirandela erschlossen ist, sind einige Baudenkmäler in der Gemeinde Aguieiras zu sehen:
- Gravuras rupestres do Fragão, Felsmalereien aus dem 4. bis 2. Jahrtausend v. Chr.[5]
- Igreja de Santa Catarina, Gemeindekirche vermutlich aus dem 16. Jh.[6]
- Santuário do Bom Caminho, Wallfahrtskirche[7]
- Capela da Senhora do Monte, Kapelle[8]
- Capela da Senhora do Rosário, Kapelle[9]
- Fontanários em Aguieiras, Steinbrunnenanlagen[10]

## Verwaltung
Aguieiras ist Sitz einer gleichnamigen Gemeinde (Freguesia) im Kreis (Concelho) von  Mirandela im Distrikt Bragança. In ihr leben 246 Einwohner auf einer Fläche von 15 km² (Stand 19. April 2021). Die eigentliche Gemeindeverwaltung sitzt jedoch im Ort Chairos.
Folgende Ortschaften liegen im Gemeindegebiet:
- Aguieiras
- Casario
- Chairos (Sitz der Gemeindeverwaltung)
- Cimo de Vila
- Corriça
- Fonte Maria Gins
- Pádua Freixo
- Soutilha